# Station Berlin-Wannsee
Station Berlin-Wannsee is een spoorweg- en S-Bahnstation in het gelijknamige stadsdeel in het zuidwesten van Berlijn. Het station ligt aan de Wannseebahn en de Wetzlarer Bahn, die ter plaatse parallel lopen, en werd geopend in 1874, destijds onder de naam Wannensee. Station Wannsee is een beschermd monument.
Station Wannsee is het eindpunt van S-Bahnlijn S1 uit Oranienburg en wordt ook aangedaan door lijn S7 (Potsdam - Ahrensfelde), regionale treinen richting onder meer Maagdenburg, Brandenburg an der Havel en Frankfurt (Oder), enkele InterCity-treinen en een nachttreindienst (EuroNight) naar Wenen. Er kan bovendien worden overgestapt op een groot aantal stadsbuslijnen en een veerdienst over de Großer Wannsee en de Havel naar Kladow.

## Geschiedenis
Op 1 juni 1874 opende de eerste speciaal voor het voorstadsverkeer aangelegde spoorlijn van Berlijn, de zogenoemde Wannseebahn. Deze lijn takte in Zehlendorf af van de Stammbahn (Berlijn - Potsdam), om hier na zo'n elf kilometer weer op aan te sluiten bij station Griebnitzsee. Een van de twee stations aan de nieuwe lijn was Wannensee, sinds 1878 Wannsee geheten. Een houten paviljoen dat eerder op de wereldtentoonstelling van 1873 in Wenen had gestaan deed dienst als stationshal. In april 1879 kwam de Wetzlarer Bahn van Grunewald richting Belzig in gebruik. Ook aan deze lijn opende een station nabij de Wannsee, dat echter de naam Dreilinden kreeg. In 1888 werden de twee stations samengevoegd onder de naam Wannsee; het stationscomplex was tegelijkertijd vergroot.
In 1913 kwam tussen station Wannsee en Stahnsdorf een nieuwe spoorlijn in gebruik: de Friedhofsbahn. De lijn schiep een verbinding met het Berlijnse Südwestfriedhof, gelegen op het grondgebied van Stahnsdorf, en takte ten westen van station Wannsee af van de Wetzlarer Bahn.
Tussen 1927 en 1928 onderging het station opnieuw een reconstructie. Er verrees een nieuw, bakstenen toegangsgebouw in expressionistische stijl van de hand van architect Richard Brademann. Het Weense paviljoen dat voorheen als stationshal had gefungeerd werd afgebroken om plaats te maken voor een derde perron. De sporensituatie werd zodanig veranderd dat er een cross-platform-overstap tussen de Wetzlarer en Friedhofsbahn enerzijds en de Wannseebahn anderzijds ontstond. Het oostelijke perron zou voortaan voor langeafstandstreinen gereserveerd zijn. Het nieuwe stationscomplex kwam op 1 april 1928 in gebruik. Ondertussen was ook de elektrificatie van de stads- en voorstadslijnen in en om Berlijn, die tot de vorming van het S-Bahnnet zou leiden, in volle gang. Op 11 juni 1928 begon de elektrische dienst op de Wetzlarer Bahn en stopten de eerste S-Bahntreinen in station Wannsee. In 1933 werd ook de Wannseebahn geëlektrificeerd en kwam bovendien de ten zuidwesten van het station gelegen S-Bahnwerkplaats Wannsee in gebruik.

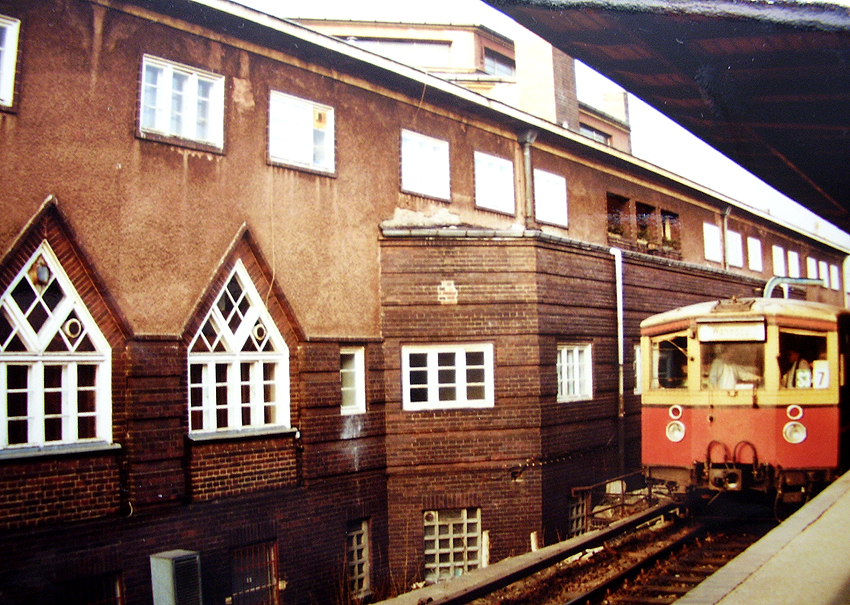
Perronzijde van het stationsgebouw van Brademann, 1985

De Tweede Wereldoorlog overleefde het station ongeschonden, maar de naoorlogse deling van Duitsland had grote gevolgen. Ondanks de deling werden in Berlijn alle spoorlijnen, ook die in het westen van de stad, geëxploiteerd door de Oost-Duitse spoorwegen, de Deutsche Reichsbahn (DR). In 1952 sloot de DR, met uitzondering van station Zoologischer Garten, alle hoofdlijnstations in West-Berlijn. Wannsee werd gedegradeerd tot S-Bahnstation: de regionale treinen richting Brandenburg werden ingekort tot Potsdam en transittreinen naar West-Duitsland stopten alleen nog in het grensstation Griebnitzsee. Na de bouw van de Muur in 1961 sneuvelden ook de S-Bahnverbindingen met Potsdam en Stahnsdorf; Wannsee was voortaan het eindpunt van de West-Berlijnse S-Bahn.
In 1976 gingen de transittreinen weer in station Wannsee stoppen. De S-Bahn was echter een slechter lot beschoren, daar dit door de Oost-Duitse spoorwegen bedreven vervoermiddel na de bouw van de Muur massaal werd geboycot in West-Berlijn. Het aantal reizigers daalde sterk en de dienstregeling werd steeds verder uitgedund. In 1980 legde de DR na een staking van het West-Berlijnse S-Bahnpersoneel grote delen van het westelijke S-Bahnnet geheel stil. De Wannseebahn zou niet meer bediend worden, maar over de Wetzlarer Bahn bleven S-Bahntreinen naar Wannsee rijden. In 1984 nam het stadsvervoerbedrijf BVG de exploitatie van de West-Berlijnse S-Bahn over. De dienst op de Wetzlarer Bahn werd korte tijd gestaakt, zodat station Wannsee geheel van het S-Bahnnet was afgesneden; in mei 1984 reden de treinen echter weer. Op 1 februari 1985 kwam bovendien ook de Wannseebahn weer in gebruik; hiervoor had men de jarenlang verwaarloosde lijn volledig opgeknapt.
De val van de Berlijnse Muur in 1989 maakte het station tot een van de poorten tot West-Berlijn. Speciale treinen vervoerden massa's DDR-burgers naar Wannsee, vanwaar men verder de stad in kon reizen. In 1990 gingen er weer reguliere regionale treinen in station Wannsee stoppen, en in 1992 werd de S-Bahnverbinding met Potsdam hersteld. De Friedhofsbahn naar Stahnsdorf zou echter niet heropend worden.